# Malåträsket
Malåträsket er en lang smal sø i den sydlige del af landskapet Lappland i Västerbottens län i Sverige. Malåträsket gennemløbes af Malån , og på den nordlige bred ligger byen Malå, der er administrationsby i Malå kommun. Søen ligger 315 moh og har et areal på 7,15 km² .

## Eksterne kilder og henvisninger
1. ↑  Sjöareal och sjöhöjd Arkiveret 6. marts 2012 hos  Wayback Machine smhi.se

65°10′40″N 18°43′20″Ø / 65.17778°N 18.72222°Ø